# Bonaparte (groupe)
Pour les articles homonymes, voir Bonaparte (homonymie).
Bonaparte est un groupe allemand (one mand band) de rock, originaire de Berlin. Formé en 2006, il est animé par l'artiste, désormais suisse, Tobias Jundt. Il est réputé pour ses spectacles visuels punk.

## Biographie

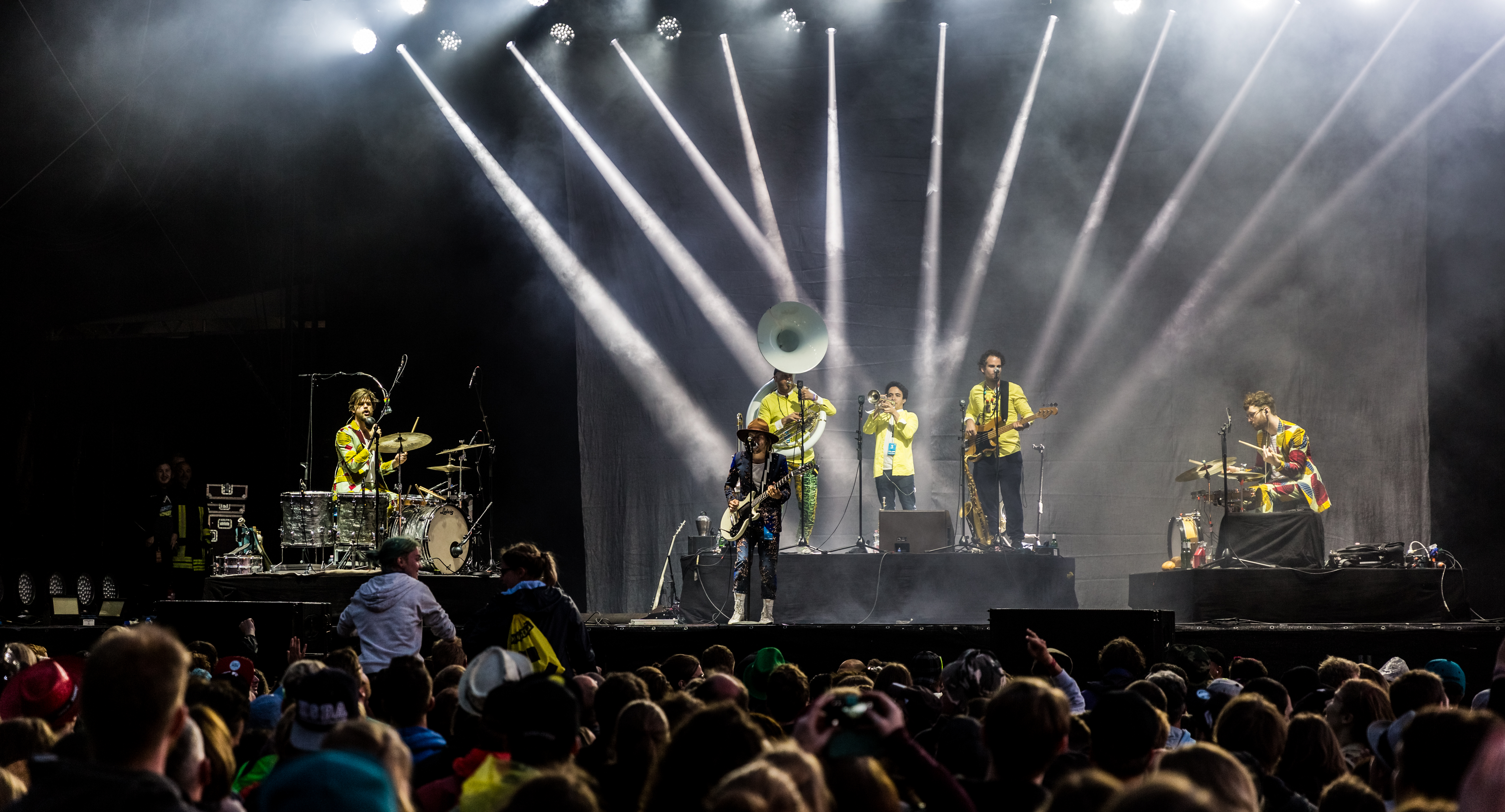
Bonaparte en concert en Rock am Ring 2017.

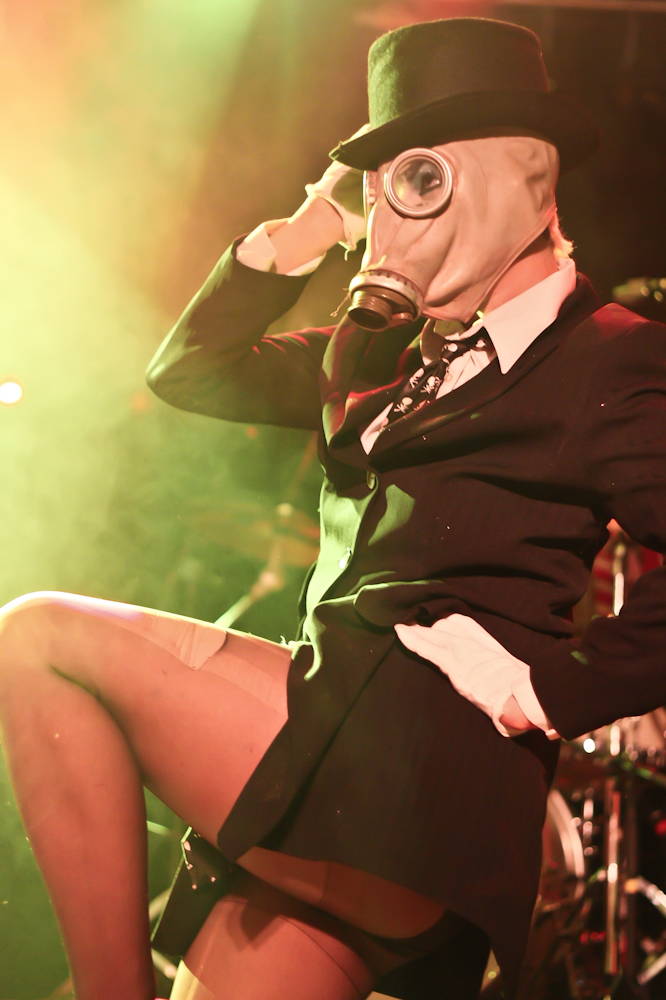
Bonaparte en concert en 2010.

Le groupe est formé en 2006 à Barcelone, en Espagne par Tobias Jundt (né en 1978). Il publie son premier album studio, intitulé Too Much en 2008. Le son du groupe est tout de suite d'un style punk, solide car s'appuyant sur un enregistrement minimal (lo-fi). Dans le même temps, dès le deuxième album, Remuched (2009), il est fortement influencé par la musique numérique, donc par une combinaison musicale complexe. Ses shows déjantés lui permettent de tourner ailleurs qu'en Allemagne. Tobias Jundt emménage par la suite en Suisse.
Il contribue avec sa chanson Anti Anti à la bande originale du film 13 Semester. En 2010, il sort son nouvel album, My Horse Likes You, qui se caractérise par des sonorités electropunk, synth-pop et peut-être jazz. Deux ans plus tard, il publie son album Sorry, We're Open (2012), puis encore deux ans plus tard, son album homonyme, Bonaparte (2014).
Le 2 juin 2017, Bonaparte publie son nouvel album studio, The Return of the Stravinsky Wellington aux labels Believe Digital/Bonaparte,,.

## Distinctions
- 2008 : RadioAward Für Neue Musik du ARD-Jugendwellen Fritz, You FM et MDR Sputnik[6]
- 2009 : Musikexpress Style Award
- 2010 : LEA-Award: Bester Clubact 2009

## Discographie

### Albums studio
- 2008 : Too Much
- 2009 : Remuched
- 2010 : My Horse Likes You
- 2012 : Sorry, We're Open
- 2014 : Bonaparte
- 2017 : The Return of the Stravinsky Wellington

### Singles
- 2010 : Fly a Plane Into Me
- 2010 : Computer In Love
- 2012 : Louie Louie
- 2012 : Quarantine
- 2013 : Manana Forever
- 2014 : Into the Wild
- 2016 : White Noize / Nobody Under the Sun
- 2017 : Melody X

### DVD
- 2011 : 0110111-Quantum Physics und A Horseshoe
- 2015 : Becks letzter Sommer (bande originale)